# Émile Kopp
Pour les articles homonymes, voir Kopp.
Charles Émile Kopp, est un chimiste et homme politique français né le 3 mars 1817 à Wasselonne (Bas-Rhin) et décédé le 20 novembre 1875 à Zurich (Suisse).

## Biographie
Charles-Émile Kopp est le fils de Christian Théophile Kopp (1790-1847) et de Caroline Kuntz (1796-1844). Il est le frère de l'industriel  Théophile Kopp (1818-1880) et de Charles-Guillaume Kopp (1822-1891). Il épouse Pauline Goldenberg (✝︎1864), fille de l'industriel Gustave Goldenberg et sœur d'Alfred Goldenberg, puis Elise Maria Bolley, fille de Pompejus Bolley (en).
Ayant obtenu son diplôme en 1835, il devient assistant de chimie à l'université de Strasbourg, puis enseignant en 1839 et docteur ès sciences en 1842. Chef de travaux en chimie à la faculté de médecine dès 1844, il est diplôme d'État en pharmacie en 1847 et devient professeur de toxicologie à l'école de pharmacie à Strasbourg.
Chimiste à Strasbourg, il est élu député du Bas-Rhin en 1849, siégeant au groupe d'extrême gauche de la Montagne. Compromis dans la journée du 13 juin 1849, il est déchu de son mandat et exilé en Suisse. 
Il devient professeur de chimie à l'Académie de Lausanne en 1849, puis s'installe à Manchester en 1852, où il s'intéresse à la chimie industriel. Revenu en France en 1855, il travaille avec son beau-père et se rallie au Second Empire, mettant son influence dans le Bas-Rhin au service de la candidature officielle de Zorn de Bulach au Corps législatif. Professeur à Turin en 1868 (Regio Museo industriale), puis comme professeur de chimie technique à l'École polytechnique fédérale de Zurich en 1871, et travaille sur l'action des acides. Dans ses recherches sur les colorants, il découvre le phosphore rouge et améliora la fabrication de l'acier et de l'acide arsénique.

## Publications
- Traité des matières colorantes artificielles dérivées du goudron de houille, par P. Bolley et E. Kopp, etc. traduit de l'allemand et augmenté des travaux les plus récents par le Dr L. Gauthier... (1874)
- Revue scientifique et industrielle, par É. Kopp, etc. (1869)
- La Dénaturation et l'utilisation des résidus de la fabrication de la soude et du chlorure de chaux à Dieuze, par É. Kopp... (1868)
- Sur les applications et la préparation simplifiée de la nitro-glycérine dans les carrières, par M. É. Kopp... (1868)
- Propriétés et emploi de la nitro-glycérine dans les carrières, par É. Kopp... (1867)
- Perfectionnements apportés au traitement de la garance et à la fabrication des extraits de garance pour l'impression, par É. Kopp, etc. (1867)
- Réponse à quelques questions sur le rouge d'aniline (1865)
- Recherches sur la garance d'Alsace, par É. Kopp (1861)
- Notice sur un procédé perfectionné de fabrication de la soude artificielle et de l'acide sulfurique, par É. Kopp, etc. (1855)
- De l'Action des corps oxydants sur l'alcool, thèse de chimie présentée à la Faculté des sciences de Strasbourg... par É. Kopp, etc. (1842)
- Essai sur les causes des variations de l'intensité des courants galvaniques, thèse de physique présentée... par É. Kopp, etc. (1842)
- Sur la préparation et les propriétés du verre soluble ou des silicates de potasse et de soude, analyse de tous les travaux publiés jusqu'à ce jour sur ce sujet, par M. É. Kopp